# St. Gotthard (Schiff)
Das schweizerische Dampfschiff St. Gotthard war ein Schaufelraddampfer auf dem Bodensee mit Heimathafen Romanshorn. 

## Geschichte

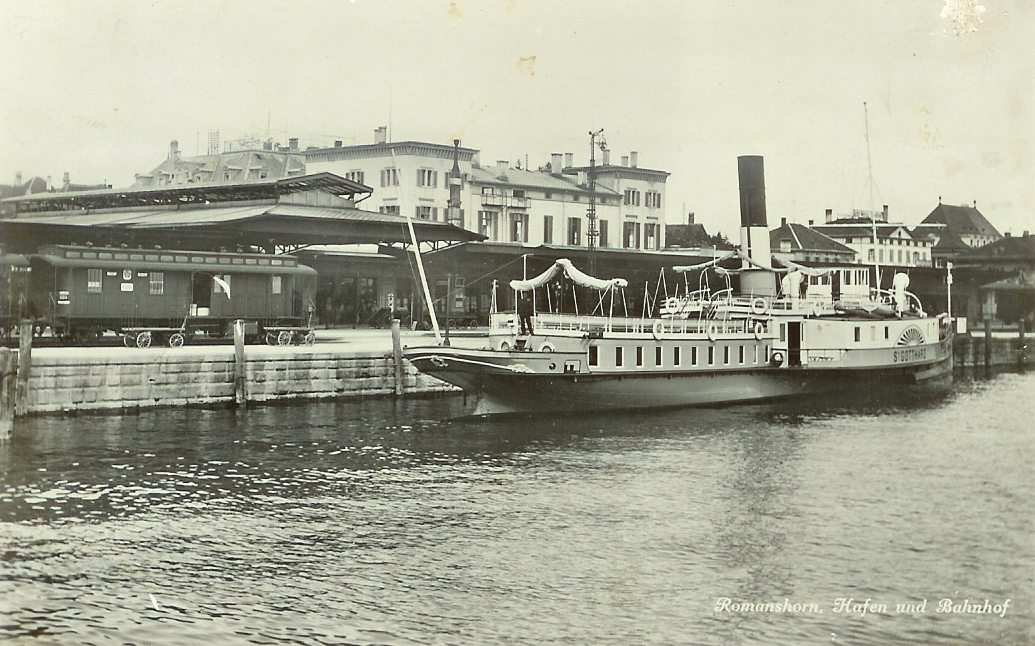
Die „St. Gotthard“ in Romanshorn, etwa um 1924

Die 1897 in Dienst gestellte St. Gotthard war der letzte Halbsalondampfer, den die Schweizerische Nordostbahn (NOB) in Dienst stellte. Er war der einzige Dampfer der Schweizerischen Nordostbahn bzw. der Schweizerischen Bundesbahnen (SBB), der von den Gebrüdern Sulzer gebaut wurde und ersetzte den GD St. Gallen aus dem Jahr 1853.
Die St. Gotthard verkehrte auf der Querverbindung von Romanshorn nach Friedrichshafen und auf der Strecke Romanshorn–Rorschach–Lindau. Am 26. Dezember 1898 strandete das Dampfschiff vor der Werft in Romanshorn.

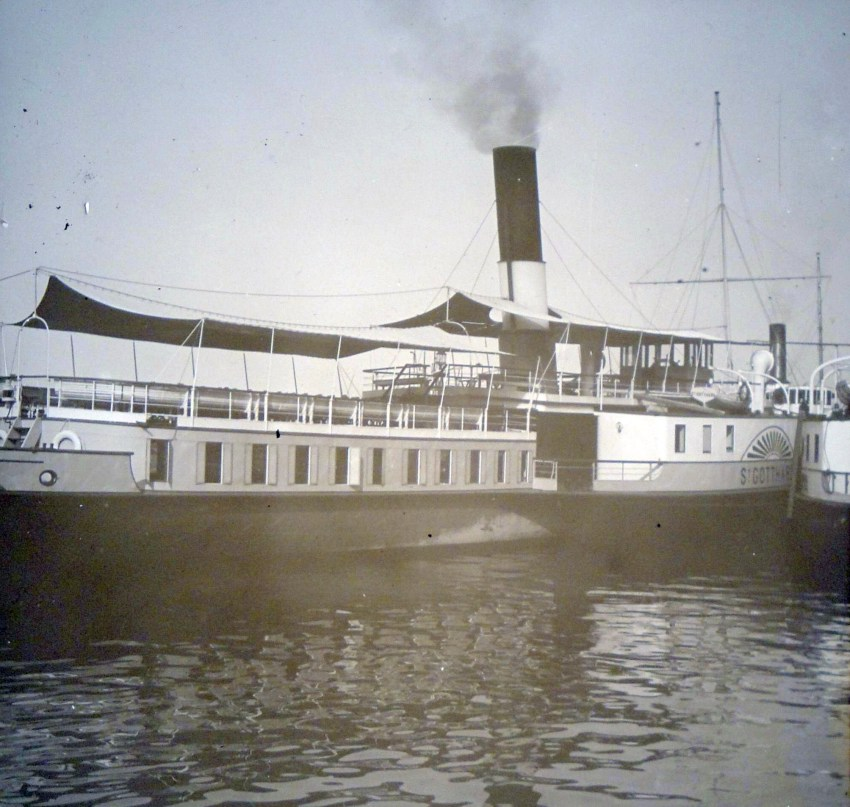
Detailaufnahme des Dampfschiffs, um etwa 1910

Weil im Zweiten Weltkrieg nur noch eingeschränkter Kursverkehr zwischen der Schweiz und dem Deutschen Reich möglich war, wurde die St. Gotthard ab 1940 nicht mehr eingesetzt. 1943 wurde sie ausgemustert und vom 6. September bis zum 21. Oktober 1943 in Romanshorn abgebrochen. Erst 1956 erhielten die SBB mit dem Motorschiff Säntis ein neues Schiff.

## Namensgebung
Das Schiff ist nach dem St. Gotthard-Pass benannt, der die Zentralschweiz mit dem Kanton Tessin verbindet. 15 Jahre vor Indienststellung des Dampfschiffs wurde die alpenquerende Gotthardbahn eröffnet.